# Sommer-Universiade 2019/Wasserspringen
Bei der Sommer-Universiade 2019 wurden vom 2. bis 8. Juli 2019 insgesamt 15 Wettbewerbe im Wasserspringen durchgeführt.

## Ergebnisse Männer

### Kunstspringen 1 m
| Platz | Name                  | Nation              | Punkte |
| ----- | --------------------- | ------------------- | ------ |
| 1     | Liu Chengming         | Volksrepublik China | 399,00 |
| 2     | Frithjof Seidel       | Deutschland         | 357,75 |
| 3     | Gabriele Auber        | Italien             | 356,20 |
| 4     | Alexander Lube        | Deutschland         | 354,65 |
| 5     | Jacob Burton Fielding | Vereinigte Staaten  | 337,80 |
| 6     | Li Pingan             | Volksrepublik China | 308,95 |
| 7     | Alberto Arevalo Alcon | Spanien             | 271,00 |
| 8     | Conor Reardon Casey   | Vereinigte Staaten  | 259,90 |

Finale: 4. Juli – 13:30

### Kunstspringen 3 m
| Platz | Name                      | Nation              | Punkte |
| ----- | ------------------------- | ------------------- | ------ |
| 1     | Liu Chengming             | Volksrepublik China | 421,20 |
| 2     | Yi Jae-gyeong             | Südkorea            | 410,05 |
| 3     | Ilja Moltschanow          | Russland            | 409,65 |
| 4     | Huang Bowen               | Volksrepublik China | 389,85 |
| 5     | Adán Zúñiga Ornelas       | Mexiko              | 387,90 |
| 6     | Jordan Pisey Windle       | Vereinigte Staaten  | 384,15 |
| 7     | Peter Mai                 | Kanada              | 377,45 |
| 8     | Alberto Arevalo Alcon     | Spanien             | 367,00 |
| 9     | Gabriele Auber            | Italien             | 356,70 |
| 10    | Andrea Cosoli             | Italien             | 328,45 |
| 11    | Diego Garcia de la Fuente | Mexiko              | 304,40 |
| 12    | Gregory Bruce Duncan      | Vereinigte Staaten  | 279,40 |

Finale: 4. Juli – 16:45

### Turmspringen
| Platz | Name                     | Nation              | Punkte |
| ----- | ------------------------ | ------------------- | ------ |
| 1     | José Balleza             | Mexiko              | 453,70 |
| 2     | Huang Bowen              | Volksrepublik China | 417,35 |
| 3     | Laurent Gosselin-Paradis | Kanada              | 399,10 |
| 4     | Shuta Yamada             | Japan               | 398,30 |
| 5     | Igor Vnukov              | Russland            | 396,15 |
| 6     | Cao Lizhi                | Volksrepublik China | 389,75 |
| 7     | German Stroev            | Russland            | 380,80 |
|       | Andres Villarreal Tudon  | Mexiko              | 380,80 |
| 9     | Vladimir Harutyunyan     | Armenien            | 358,20 |
| 10    | Yi Jae-gyeong            | Südkorea            | 338,40 |
| 11    | Yuto Araki               | Japan               | 324,80 |
| 12    | Ethan Pitman             | Kanada              | 313,05 |

Finale: 8. Juli – 12:00

### Synchronspringen 3 m
| Platz | Namen                                         | Nation              | Punkte |
| ----- | --------------------------------------------- | ------------------- | ------ |
| 1     | Hu Zijie Li Pingan                            | Volksrepublik China | 403,71 |
| 2     | Ilja Moltschanow Nikita Nikolajew             | Russland            | 373,62 |
| 3     | Andrea Cosoli Francesco Porco                 | Italien             | 362,64 |
| 4     | Lee Taek-yun Ryu Min-jae                      | Südkorea            | 355,59 |
| 5     | Yuto Araki Eiji Hasegawa                      | Japan               | 341,16 |
| 6     | Nico Herzog Frithjof Seidel                   | Deutschland         | 339,12 |
| 7     | Adán Zúñiga Ornelas Diego García de la Fuente | Mexiko              | 337,14 |
| 8     | Sandro Melikidse Tornike Onikaschwili         | Georgien            | 309,21 |
| 9     | Tri Anggoro Priambodo Adityo Restu Putra      | Indonesien          | 305,61 |
| 10    | Jacob Fielding Lyle Yost                      | Vereinigte Staaten  | 301,08 |

Finale: 6. Juli – 14:00

### Synchronspringen 10 m
| Platz | Namen                                 | Nation              | Punkte |
| ----- | ------------------------------------- | ------------------- | ------ |
| 1     | Cao Lizhi Huang Zigan                 | Volksrepublik China | 431,16 |
| 2     | Andrés Villarreal José Balleza Isaias | Mexiko              | 394,26 |
| 3     | Lauren Gosselin-Paradis Ethan Pitman  | Kanada              | 374,97 |
| 4     | Chiaki Otsuka Shuta Yamada            | Japan               | 363,96 |
| 5     | Shin Jae-wook Yi Jaeg-yeong           | Südkorea            | 357,81 |
| 6     | German Strojew Igor Wnukow            | Russland            | 352,11 |
| 7     | Jacob Siler Jacob Fielding            | Vereinigte Staaten  | 318,30 |
| 8     | Andriyan Andriyan Adityo Restu Putra  | Indonesien          | 278,40 |
| 9     | Vladimir Harutyunyan Lev Sargsyan     | Armenien            | 238,08 |

Finale: 5. Juli – 14:45

### Mannschaftsspringen
| Platz | Nation              | Punkte  |
| ----- | ------------------- | ------- |
| 1     | Volksrepublik China | 3638,55 |
| 2     | Mexiko              | 3256,35 |
| 3     | Russland            | 3198,04 |
| 4     | Südkorea            | 3162,09 |
| 5     | Vereinigte Staaten  | 3107,07 |
| 6     | Japan               | 2452,30 |
| 7     | Italien             | 2254,90 |
| 8     | Deutschland         | 2150,10 |
| 9     | Kanada              | 1975,65 |
| 10    | Indonesien          | 1615,36 |
| 11    | Ukraine             | 1136,54 |
| 12    | Australien          | 957,76  |
| 13    | Georgien            | 836,91  |
| 14    | Spanien             | 622,55  |
| 15    | Finnland            | 601,30  |
| 16    | Armenien            | 580,28  |
| 17    | Schweden            | 571,55  |
| 18    | Singapur            | 336,00  |

Finale: 8. Juli

## Ergebnisse Frauen

### Kunstspringen 1 m
| Platz | Name                 | Nation                 | Punkte |
| ----- | -------------------- | ---------------------- | ------ |
| 1     | Song Shoulin         | Volksrepublik China    | 258,35 |
| 2     | Wu Chunting          | Volksrepublik China    | 256,30 |
| 3     | Daria Tabea Lenz     | Vereinigte Staaten     | 244,25 |
| 4     | Carolina Mendoza     | Mexiko                 | 242,00 |
| 5     | Dolores Hernández    | Mexiko                 | 240,45 |
| 6     | Jana Lisa Rother     | Deutschland            | 235,75 |
| 7     | Mia Vallée           | Kanada                 | 220,65 |
| 8     | Millie Hannah Fowler | Vereinigtes Königreich | 216,45 |

Finale: 4. Juli – 12:00

### Kunstspringen 3 m
| Platz | Name              | Nation                 | Punkte |
| ----- | ----------------- | ---------------------- | ------ |
| 1     | Wu Chunting       | Volksrepublik China    | 351,85 |
| 2     | Dolores Hernández | Mexiko                 | 302,15 |
| 3     | Karina Schkljar   | Russland               | 299,10 |
| 4     | Mia Vallée        | Kanada                 | 286,10 |
| 5     | Tatjana Stepanowa | Russland               | 280,60 |
| 6     | Olivia Chamandy   | Kanada                 | 280,15 |
| 7     | Lauren Reedy      | Vereinigte Staaten     | 275,30 |
| 8     | Kayleigh Sinclair | Vereinigtes Königreich | 269,70 |
| 9     | Carolina Sculti   | Vereinigte Staaten     | 267,25 |
| 10    | Laura Bilotta     | Italien                | 257,50 |
| 11    | Shen Yi           | Volksrepublik China    | 246,90 |
| 12    | Jana Lisa Rother  | Deutschland            | 214,55 |

Finale: 6. Juli – 12:00

### Turmspringen
| Platz | Name                  | Nation                 | Punkte |
| ----- | --------------------- | ---------------------- | ------ |
| 1     | Alejandra Estrella    | Mexiko                 | 327,65 |
| 2     | Cho Eun-bi            | Südkorea               | 281,25 |
| 3     | Gemma Louise McArthur | Vereinigtes Königreich | 267,95 |
| 4     | Elaena Dick           | Kanada                 | 264,15 |
| 5     | Moon Na-yun           | Südkorea               | 260,30 |
| 6     | Jiao Jingjing         | Volksrepublik China    | 256,80 |
| 7     | Abigail Faye Knapton  | Vereinigte Staaten     | 253,70 |
| 8     | Flavia Pallotta       | Italien                | 251,35 |
| 9     | Nikita Hains          | Australien             | 242,70 |
| 10    | Wu Jiao               | Volksrepublik China    | 242,05 |
| 11    | Molly Fears           | Vereinigte Staaten     | 234,70 |
| 12    | Maissam Naji          | Frankreich             | 222,35 |

Finale: 4. Juli – 15:00

### Synchronspringen 3 m
| Platz | Namen                                 | Nation              | Punkte |
| ----- | ------------------------------------- | ------------------- | ------ |
| 1     | Dolores Hernández Carolina Mendoza    | Mexiko              | 291,00 |
| 2     | Leng Minghong Shen Yi                 | Volksrepublik China | 288,60 |
| 3     | Daria Lenz Carolina Sculti            | Vereinigte Staaten  | 274,20 |
| 4     | Olivia Chamandy Mia Vallée            | Kanada              | 270,84 |
| 5     | Saskia Oettinghaus Jana Lisa Rother   | Deutschland         | 258,57 |
| 6     | Cho Eun-bi Moon Na-yun                | Südkorea            | 249,48 |
| 7     | Darja Selwanowskaja Tatjana Stepanowa | Russland            | 248,67 |
| 8     | Holly Cushing Sophie Johnson          | Australien          | 238,50 |

Finale: 7. Juli – 14:30

### Synchronspringen 10 m
| Platz | Namen                                 | Nation              | Punkte |
| ----- | ------------------------------------- | ------------------- | ------ |
| 1     | Jiao Jingjing Wu Jiao                 | Volksrepublik China | 305,76 |
| 2     | Alejandra Estrella Daniela Zambrano   | Mexiko              | 276,21 |
| 3     | Cho Eun-bi Moon Na-yun                | Südkorea            | 272,85 |
| 4     | Nikita Hains Olivia O’Rourke          | Australien          | 234,84 |
| 5     | Darja Selwanowskaja Tatjana Stepanowa | Russland            | 227,82 |

Finale: 6. Juli – 16:45

### Mannschaftsspringen
| Platz | Nation                 | Punkte  |
| ----- | ---------------------- | ------- |
| 1     | Volksrepublik China    | 2713,89 |
| 2     | Mexiko                 | 2472,16 |
| 3     | Südkorea               | 2278,07 |
| 4     | Russland               | 2205,20 |
| 5     | Australien             | 2184,30 |
| 6     | Vereinigte Staaten     | 2091,04 |
| 7     | Deutschland            | 1404,85 |
| 8     | Vereinigtes Königreich | 1402,40 |
| 9     | Kanada                 | 1356,32 |
| 10    | Italien                | 1168,66 |
| 11    | Japan                  | 690,78  |
| 12    | Ukraine                | 674,79  |
| 13    | Norwegen               | 515,00  |
| 14    | Frankreich             | 215,75  |
| 15    | Philippinen            | 164,25  |

Finale: 6. Juli

## Ergebnisse Mixed

### Synchronspringen 3 m
| Platz | Namen                                 | Nation              | Punkte |
| ----- | ------------------------------------- | ------------------- | ------ |
| 1     | Hu Zijie Wu Chunting                  | Volksrepublik China | 301,38 |
| 2     | Egor Lapin Jewgenija Selesnewa        | Russland            | 287,40 |
| 3     | Carolina Mendoza Adán Zúñiga Ornelas  | Mexiko              | 279,45 |
| 4     | Jacob Reid Cornish Meghan O’Brien     | Vereinigte Staaten  | 262,14 |
| 5     | Nikita Krywopyschyn Diana Schelestjuk | Ukraine             | 261,27 |
| 6     | Chiaki Otsuka Yukiko Wakabayashi      | Japan               | 249,00 |
| 7     | Jung Da-yeon Yi Jaeg-yeong            | Südkorea            | 245,22 |
| 8     | Gabriele Auber Laura Bilotta          | Italien             | 240,81 |
| 9     | Holly Cushing Nicholas Jeffree        | Vereinigte Staaten  | 219,18 |
| 10    | Jana Lisa Rother Frithjof Seidel      | Deutschland         | 192,90 |

Finale: 5. Juli – 17:00

### Synchronspringen 10 m
| Platz | Namen                                  | Nation              | Punkte |
| ----- | -------------------------------------- | ------------------- | ------ |
| 1     | José Balleza Isaias Alejandra Estrella | Mexiko              | 311,13 |
| 2     | Huang Zigan Jiao Jingjing              | Volksrepublik China | 308,88 |
| 3     | Ilja Smirnow Darla Selwanowskaja       | Russland            | 286,32 |
| 4     | Jacob Cornish Abigail Knapton          | Vereinigte Staaten  | 283,68 |
| 5     | Nicholas Jeffree Emily Meany           | Australien          | 272,28 |
| 6     | Park Har-eum Ryu Min-jae               | Südkorea            | 251,46 |

Finale: 7. Juli – 16:30

### Mannschaftsspringen
| Platz | Namen                                  | Nation              | Punkte |
| ----- | -------------------------------------- | ------------------- | ------ |
| 1     | Jiao Jingjing Huang Bowen              | Volksrepublik China | 381,80 |
| 2     | Alejandra Estrella Adán Zúñiga Ornelas | Mexiko              | 358,80 |
| 3     | Yi Jaeg-yeong Cho Eun-bi               | Südkorea            | 357,20 |
| 4     | Aleksandr Belevtsev Karina Shkliar     | Russland            | 335,10 |
| 5     | Daria Lenz Jacob Siler                 | Vereinigte Staaten  | 328,45 |
| 6     | Yevhen Naumenko Diana Shelestiuk       | Ukraine             | 321,30 |
| 7     | Elaena Dick Ethan Pitman               | Kanada              | 303,65 |
| 8     | Nicholas Jeffree Emily Meaney          | Australien          | 296,95 |
| 9     | Flavia Pallotta Antonio Volpe          | Italien             | 294,00 |
| 10    | Alexander Lube Saskia Oettinghaus      | Deutschland         | 284,05 |
| 11    | Haruki Suyama Yukiko Wakabayashi       | Japan               | 275,65 |

Finale: 8. Juli – 14:15